# Safe + Sound
Safe + Sound è il terzo album del rapper statunitense DJ Quik, pubblicato il 21 febbraio del 1995 e distribuito da Profile Records. Successo commerciale, l'album raggiunge la top 20 nella Billboard 200 e il primo posto tra gli album hip hop. L'11 luglio 1995 è certificato disco d'oro dalla RIAA.
Nonostante fosse sotto contratto con la Profile, nel 1995 DJ Quik faceva già parte della Death Row: per questo motivo Suge Knight è accreditato come produttore esecutivo, nonostante DJ Quik decida di non scegliere nessuno dei rapper della Death Row come ospiti del suo album, preferendo puntare ancora sul suo fidato collettivo (Hi-C, 2nd II None e Playa Hamm).

## Ricezione
| Recensione | Giudizio   |
| ---------- | ---------- |
| AllMusic   | [ 1 ]      |
| RapReviews | [ 4 ]      |
| The Source | [ 5 ]      |
| Vibe       | favorevole |

John Bush di Allmusic gradisce moderatamente il terzo disco di DJ Quik, dove si riconoscono i testi divertenti e i suoni g-funk. Più entusiastica la recensione di RapReviews: «l'atteso terzo album di Quik [...] lo collocava tra l'élite hip hop.» Il critico di RapReviews Pete T., secondo cui l'album è un «gioiello musicale» e «spicca tra la moltitudine di successi commerciali e critici della West Coast nel 1995», elogia anch'egli la produzione (dieci decimi): per il critico, il lavoro sulle strumentali fa sfigurare quelli degli album precedenti dell'artista. La critica nota inoltre, che i temi dell'album sono piuttosto scarsi: sesso, feste e attacchi al nemico MC Eiht.

## Tracce
G-One e Tracy Kendrick co-produttori dove nominati.
1. Street Level Entrance – 1:52 (DJ Quik)
2. Get at Me – 4:07 (testo: Larry Blackmon, David Blake, Byron Byrd – musica: DJ Quik)
3. Diggin U Out – 4:48 (testo: Blake – musica: DJ Quik)
4. Safe + Sound – 4:48 (DJ Quik, G-One)
5. Somethin' 4 Tha Mood – 5:55 (testo: Archie, Blake, George Clinton – musica: DJ Quik, G-One)
6. Don't You Eat It! – 1:07 (DJ Quik)
7. Can I Eat It? (featuring Crystal Cerrano & G-One) – 4:59 (testo: Archie, Blake – musica: DJ Quik)
8. It'z Your Fantasy (featuring Dionne Knighton) – 4:22 (DJ Quik, G-One)
9. Tha Ho In You (featuring The Chocolate Lovelites & Sexy Leroy) – 4:44 (testo: Archie, Darius Barnett, Blake, Kelton L. McDonald, Crawford Wilkerson – musica: DJ Quik)
10. Dollaz + Sense – 5:52 (DJ Quik)
11. Let You Havit – 3:40 (DJ Quik)
12. Summer Breeze (featuring Dionne Knighton) – 4:33 (testo: Blake, Jerome Louis "J.J." Jackson – musica: DJ Quik, Courtney Branch, Tracy Kendrick)
13. Quik's Groove III – 2:37 (DJ Quik, Robert Bacon, G-One)
14. Sucka Free (featuring Playa Hamm) – 2:10 (DJ Quik)
15. Keep Tha "P" In It (featuring 2-Tone, General Jeff, Playa Hamm, Hi-C, 2nd II None & Kam) – 5:24 (testo: Barnett, Blake, McDonald, Craig Miller, Wilkerson – musica: DJ Quik)
16. Hooray 4 Tha Funk (Reprise) (featuring Garry Shider) – 5:24 (testo: Blake, Garry Shider – musica: DJ Quik)

Durata totale: 66:22
Traccia bonus
1. Tanqueray – 4:19 (DJ Quik)

## Classifiche

### Classifiche settimanali
| Classifica (1995)         | Posizione massima |
| ------------------------- | ----------------- |
| Stati Uniti               | 14                |
| US Top R&B/Hip-Hop Albums | 1                 |

### Classifiche di fine anno
| Classifica (1995)         | Posizione massima |
| ------------------------- | ----------------- |
| Stati Uniti               | 182               |
| US Top R&B/Hip-Hop Albums | 36                |